# Aage Tanggaard
Aage Tanggaard (* 25. Februar 1957) ist ein dänischer Jazzschlagzeuger.

## Wirken
Der Schüler von Ed Thigpen und Michael Carvin spielte in den 1970er Jahren mit verschiedenen dänischen Bands und als Begleiter gastierender ausländischer Jazzmusiker, wie etwa Warne Marsh. Seit Ende der 1970er Jahre war er als Freelancer und Mitglied der Radiojazzgruppen sowie der Almost BigBand von Ernie Wilkins, den Trios von Finn Savery und Thomas Clausen und dem Arne Domnérus-Rune Gustafsson-Kvintet aktiv und trat mit der NDR Bigband in Hamburg sowie mit Chet Baker und dem NDR-Radioorchester in Hannover auf. 1985 erhielt er den JASA Prisen der dänischen Jazzkritik.
Mit dem Duke-Jordan-Trio unternahm er Tourneen durch Europa und Japan. Ende der 1980er Jahre war er Mitglied von Pierre Dørges New Jungle Orchestra. In den 1990er Jahren arbeitete er regelmäßig mit dem Svend Asmussen Kvintet.
Als Sideman trat Tanggaard u. a. mit Roland Hanna, Lee Konitz, Paul Bley, Herb Geller, Dexter Gordon, Clark Terry, Thad Jones, Kenny Drew, Sonny Stitt, Toots Thielemans, John Lewis, Kai Winding, Roy Eldridge, Johnny Griffin und Stan Getz auf. Er besitzt das Audiophon Recording Studio, wo er Tonträger produziert. Weiterhin unterrichtete er am Rytmisk Musikkonservatorium in Kopenhagen.

## Diskographie (Auswahl)
- Thomas Clausen, Jan zum Vohrde, Ole Skipper Mosgaard, Aage Tanggaard: Mirror (1979)
- Ole Molin: Ole Molin’s Trio (1981)
- Frank Foster: House That Love Built (1982)
- Horace Parlan: Glad I Found You (1984)
- Carsten Dahl: Jazzpar 2000 Quintet (2000)
- Jesper Thilo: Jesper Thilo & the American Stars (2005)
- Frank Marocco, Mads Vinding, Jacob Fischer, Aage Tanggaard: Turns Up the Flame (2010)
- Jesper Lundgaard, Bob Rockwell, Doug Raney, Henrik Gunde, Aage Tanggaard: Love & Peace – The Music of Horace Parlan (2013)